# Calciumfluorfosfaat
Calciumfluorfosfaat is een zout met de chemische formule Ca5(PO4)3F dat wordt gebruikt als fluorescentiepoeder in een fluorescentielamp die de UV-stralen omzet in zichtbaar licht. De nieuwe halofosfaten op basis van europium en terbium (zeldzame aardmetalen) geven een kleurindex van 80 tot 100.
Deze nieuwe poeders worden ook gebruikt in tv-beeldbuizen.